# Universitah meshuderet
Universitah meshuderet (hebräisch אוּנִיבֶרְסִיטָה מְשֻׁדֶּרֶת Unīverssīṭah Məschudderet, deutsch ‚Gesendete Universität‘, Plene: …משודרת; englisch The University on Air bzw. Broadcast University oder vollständiger: Broadcast University Series Gallei Zahal-Tel Aviv) ist eine israelische Reihe von Vorträgen zu verschiedenen akademischen Themen, die in Zusammenarbeit mit der Universität Tel Aviv entstand, und die seit 1977 in Galei Zahal, dem Radiosender der Verteidigungsstreitkräfte ausgestrahlt wird. Viele der Kurse wurden in Buchform vom Verteidigungsministerium in Tel Aviv herausgegeben. In der  Reihe Sifriyyat Universitah meshuderet (סִפְרִיַּת… ‚Bibliothek der gesendeten Universität‘) wurden bisher etwa 400 Titel veröffentlicht. Der Verlag des Verteidigungsministeriums (hebräisch משרד הביטחון – ההוצאה לאור) war ein Verlag, der zwischen 1958 und 2009 im Rahmen des israelischen Verteidigungsministeriums betrieben wurde.

## Entwicklung

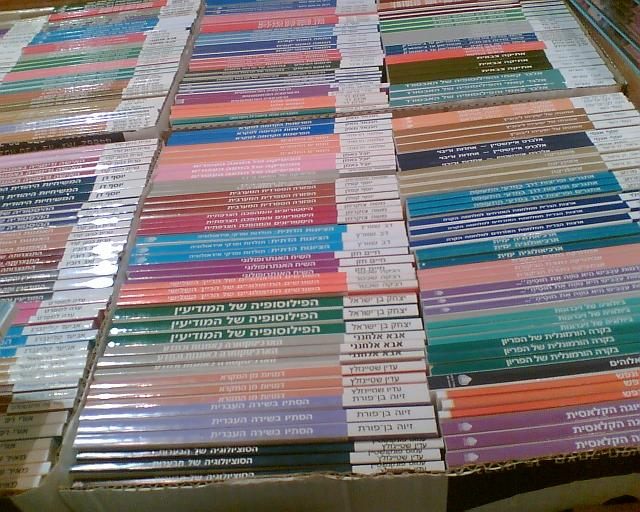
Einige Bücher aus der israelischen Reihe Universitah meshuderet (Gesendete Universität) am Stand des (ehemaligen) Verlages des Verteidigungsministeriums bei der Hebräischen Buchwoche (2006)

Die Reihe Universitah meshuderet wurde 1977 von Mordechai Naor initiiert, dem damaligen der Leiter des Senders. Anfang der 1960er Jahre war eine Universitätsprogrammreihe vorausgegangen, die von der Stimme Israels (Qol Israel) übertragen wurde.
Das Programm wurde ursprünglich von Tirza Yuval (hebräisch תרצה יובל אלחנתי ) (1943–2000) konzipiert, die das zu ihrem Lebenswerk gewordene Projekt bis zu ihrem Tod leitete. Das Projekt wurde für den Israel-Preis nominiert.
Von 2001 bis 2013 wurde das Projekt von Chaggai Boʿas geleitet.
Zu den Dozenten, die an der Reihe teilnahmen, gehören Professoren wie Yeshayahu Leibowitz, Michael Harsegor, Yirmiyahu Yovel, Asa Kasher und viele andere, fast alles Mitglieder des akademischen Personals der israelischen Universitäten.
Die Vorlesungen wurden im Rahmen von Semestern gehalten: Jedes Semester umfasst vier oder fünf Themen (Sonntag bis Donnerstag), von denen ein jedes etwa dreizehn halbstündige Sendungen umfasst, die ab dem Jahr 2016 abends (20:30 Uhr) ausgestrahlt werden. In der Vergangenheit wurde jeder Vortrag zweimal ausgestrahlt, in der Wiederholung morgens (6:30 Uhr).
Die Fächer der Rundfunkuniversität entstammten aus verschiedensten Wissensgebieten, jedoch wurden Fächer aus den Sozial- und Geisteswissenschaften bevorzugt. Auch zu den Biowissenschaften wird gesendet, aber in den Bereichen Technik, Mathematik und Informatik gab es eine geringere Anzahl von Fächern, wahrscheinlich aufgrund der schwereren verbalen Vermittelbarkeit.
Während des Semesters können die Vorträge auf der Website der Streitkräfte bei Gallei Zahal online gehört werden. Sie können auch im MP3-Format von der Website des Senders heruntergeladen werden.
Im März 2015 änderte die Reihe ihren Charakter, und es gab statt der Vorträge nun Gespräche zwischen einem Moderator und einem Wissenschaftler. Moderator(inn)en sind Liad Mudrik, Ben Shani und Kobi Meidan.
Es gibt auch eine englischsprachige Buchreihe (mit dem englischen Titel Broadcast University Series Galei Zahal – Tel Aviv), die ebenfalls bei den MOD Books (MOD = Ministry of Defence; d. h. im Verlag des Verteidigungsministeriums) erschien, herausgegeben von Shmuel Himelstein.